# 上田智一
上田 智一（うえだ ともかず、1973年9月15日 - ）は、日本の実業家。現在は株式会社秀和システムの代表取締役会長兼社長など、過去には船井電機株式会社の代表取締役社長も務めていた。

## 来歴
1973年9月15日生まれ、東京都出身、青山学院大学国際政治経済学部卒業。
1998年、アンダーセン・コンサルティング（現・アクセンチュア）に入社。多数のグローバルサプライチェーンプロジェクト導入、プロジェクト建て直し、アウトソーシング・導入・実行を経験。
2008年にアクセンチュアを退社。ITコンサルティング事業の株式会社ボールドグロウスを設立。代表取締役社長に就任。
2015年に投資会社の株式会社ウエノグループ代表取締役に就任。株式会社秀和システム代表取締役会長。
2016年に秀和システムの会長兼社長に就任。
2017年に株式会社敬屋社中代表取締役社長に就任。
2018年に株式会社秀和グループ代表取締役。株式会社装研グループ及び有限会社しばた装研代表取締役。
2019年に株式会社ウイングコーポレーションおよび株式会社クレイドル代表取締役社長。
2020年に株式会社秀和システムホールディングス代表取締役。
2021年5月、上田が代表を務める秀和システムはTOBにより船井電機の経営権を取得。これにより船井電機が秀和システムの傘下に入った。同年8月に船井電機を非上場化。
2022年6月30日、船井電機の代表取締役社長に就任。
2023年3月、船井電機を船井電機・ホールディングスによる持ち株会社制に移行。さらに、船井電機の「事業の多角化」を掲げ、2023年4月に全国で脱毛サロンを展開するミュゼプラチナムを買収。しかし、2024年3月にミュゼプラチナムを突如売却。さらに同年9月にはミュゼへの広告代金約22億円の未払いが発覚し、9月27日付で船井電機から社長、グループ関連会社含め全役職の退任が発表された。ただ登記には名前が残ったままであった。その後、船井電機は10月24日、東京地裁から破産手続きの開始決定を受け、給料日の前日に従業員約500人全員が一斉に解雇される事態となった。2025年7月2日に船井電機の債権者集会が開かれ、出席者によると、破産管財人からは上田による経営多角化の失敗が破綻につながったなどと説明があったという。さらに同月4日には秀和システムも東京地裁から破産手続きの開始決定を受けた。